# Квасцевание
Квасцевание — выделка кожи с помощью раствора квасцов и поваренной соли. Это один из способов изготовления сыромятной кожи, а также лайки. Метод называется также «белодублением», а получаемые кожи «белыми», по их цвету. Считается, что выделка квасцами возникла на севере Африки. Применяли её и в странах Азии, а также в Древней Греции (дефа) и Риме (алута). С Востока в Европу метод попал через венгерских мастеров в начале XVIII века, приглашённых во Францию. На его основе позднее возникло французское лайковое дубление. Квасцовое дубление и по сей день называется венгерским.

## Химия процесса
При квасцевании производится пропитывание кожи глиноземными солями. При белом дублении пропитывают квасцами и поваренной солью одновременно. Кожа поглощает значительное количество этих солей, но удерживает несравненно менее прочно, нежели дубильные вещества, так что при обработке квасцованной кожи кипящей водой соли извлекаются ею и сама кожа превращается в клей. Поэтому квасцованная кожа менее прочна, нежели дубленая, но выработка кожи по этому способу требует гораздо меньше времени, кожа имеет белый цвет и легко окрашивается. Если кожу обрабатывать раствором квасцов (Al2(SO4)3·K2SO4·24H2O), то она поглощает серно-глиноземную соль, между тем как серно-калиевая соль остается в растворе; получаемая кожа — плохого качества и по высушивании делается хрупкой. Кожа, обработанная смесью квасцов и поваренной соли, имеет иные свойства — после некоторой механической обработки она становится мягкой и тягучей.
Роль поваренной соли объясняют следующим образом: поваренная соль, во-первых, сама обладает дубильными свойствами, то есть поглощается кожей, а во-вторых — в присутствии свободных кислот осаждает кориин (межклеточное вещество), вследствие чего при высушивании кожи, обработанной смесью квасцов и поваренной соли, не происходит склеивания волокон и кожа приобретает свойства дублёной кожи. Таким образом, при обработке кожи смесью квасцов и поваренной соли происходит поглощение серно-глинозёмной и поваренной солей и осаждение кориина.

## Способы квасцевания
Для обработки кож квасцеванием употребляют различные приёмы и соответственно с этим отличают несколько способов квасцевания или белого дубления: 
- обыкновенный способ,
- венгерский способ,
- французский или приготовление лайки,
- выделка мехов.

Обыкновенным способом выделывают бараньи, овечьи или козловые кожи для ремней или шорных изделий. Предварительная подготовка шкур такая же, как для обыкновенного дубления. Шкуры тщательно промывают, затем шкуры смачивают известковым молоком с мясной стороны, складывают пополам или по две мясной стороной и оставляют лежать в кучах, пока произойдет надлежащее разрыхление, тогда смывают с них известковое молоко, сбивают волос и, возможно, лучше промывают; затем сбивают мездру и подвергают квашению киселями и снова промывают. Подготовленные к квасцеванию кожи протягивают или переминают в корыте в растворе из 0,75 кг квасцов, 0,30 поваренной соли в 22,5 литрах воды до тех пор, пока кожа равномерно не пропитается раствором, затем складывают в чан одну на другую и оставляют лежать на 1—3 суток; после чего высушивают, придают мягкость с помощью механической обработки, выстругивают кольцевым ножом с мясной стороны и подвергают окончательной отделке.
По венгерскому способу обрабатываются буйволовые, толстые бычьи и коровьи шкуры, для более грубых шорных изделий и ремней. Главные отличия венгерского способа от предыдущего состоят в следующем: шкуры не золятся, а только размачиваются, после чего снимается волос; после квасцевания и высушивания кожи сильно жируются. Обработка квасцеванием тяжелых шкур производится при многократном переминании их в квасцовом растворе и затем кожи оставляют лежать на несколько дней.